# Kabinet-Raab II
De Oostenrijkse bondsregering Raab II kwam na de parlementsverkiezingen van 13 mei 1956 tot stand. Het kabinet werd op 29 juni 1956 door bondspresident Theodor Körner beëdigd en bleef aan tot 16 juli 1959. Deze bondsregering was wederom een coalitie van ÖVP en SPÖ, met 156 van de 165 zetels in de Nationale Raad.
| Bondsminister                                                             | Ambtsdrager | Partij      | Staatssecretaris |
| ------------------------------------------------------------------------- | --- | ----------- | --- |
| Bondskanseliersambt                                                       | Julius Raab Vice-kanselier (zonder Portefeuille): Adolf Schärf (tot 22 mei 1957) Bruno Pittermann (v.a. 22 mei 1957) Bondsminister (voor Buitenlandse Zaken): Leopold Figl Bondsminister voor Landsverdediging (in Bondskanseliersambt tot 15 juli 1956): Ferdinand Graf | ÖVP SPÖ ÖVP | Bruno Kreisky (BuZa; SPÖ) Franz Gschnitzer (BuZa; ÖVP) Karl Stephani (Landsverdediging; in Bondskanseliersambt tot 15 juli 1956; SPÖ) |
| Binnenlandse Zaken                                                        | Oskar Helmer | SPÖ         | Franz Grubhofer (ÖVP) |
| Justitie                                                                  | Otto Tschadek | SPÖ         | |
| Onderwijs                                                                 | Heinrich Drimmel | ÖVP         | |
| Sociale Zekerheid                                                         | Anton Proksch | SPÖ         | |
| Financiën                                                                 | Reinhard Kamitz | ÖVP         | Fritz Bock (tot 19 september 1956; ÖVP) Hermann Withalm (v.a. 12 oktober 1956; ÖVP)                                                   |
| Land- en Bosbouw                                                          | Franz Thoma | ÖVP         | |
| Handel en Wederopbouw                                                     | Udo Illig (tot 19 september 1956) Fritz Bock | ÖVP         | Eduard Weikhart (SPÖ) |
| Verkeer en Elektrificatie                                                 | Karl Waldbrunner | SPÖ         | |
| Landsverdediging (v.a. 15 juli 1956; voordien in het Bondskanseliersambt) | Ferdinand Graf | ÖVP         | Karl Stephani (SPÖ) |

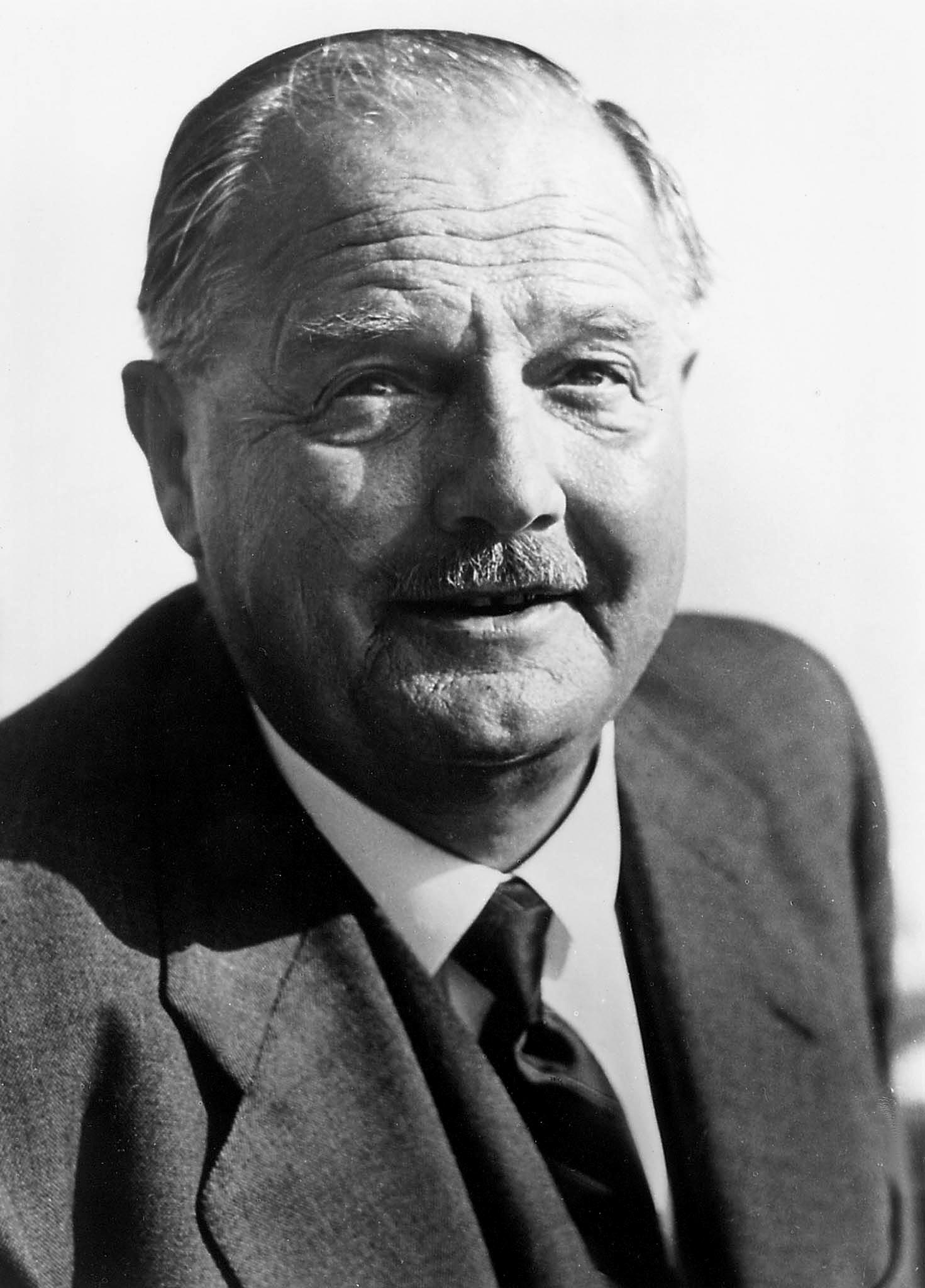
Bondskanselier Julius Raab (ÖVP)
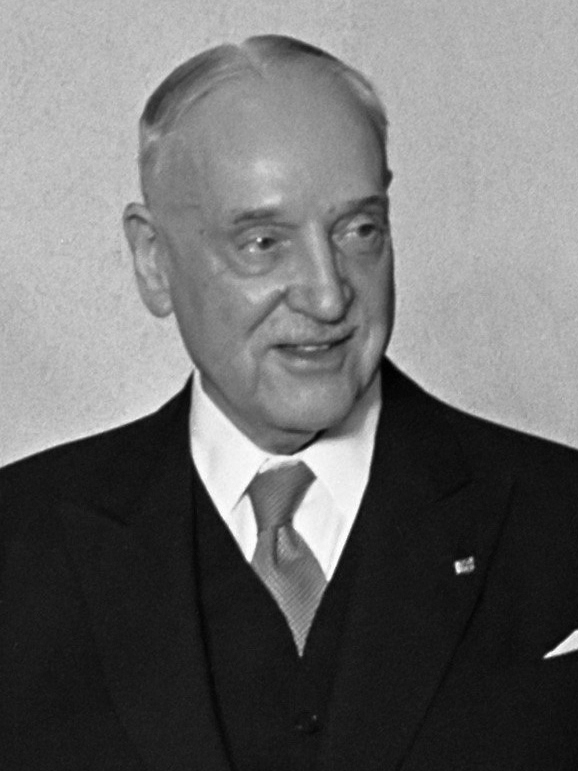
Vice-kanselier Adolf Schärf (SPÖ)

Renner · Figl I · Figl II · Figl III · Raab I · Raab II · Raab III · Raab IV · Gorbach I · Gorbach II · Klaus I · Klaus II · Kreisky I · Kreisky II · Kreisky III · Kreisky IV · Sinowatz · Vranitzky I · Vranitzky I · Vranitzky III · Vranitzky IV · Vranitzky V · Klima · Schüssel I · Schüssel II · Gusenbauer · Faymann I · Faymann II · Kern · Kurz I · Bierlein · Kurz II · Schallenberg · Nehammer · Stocker